# Teehaus

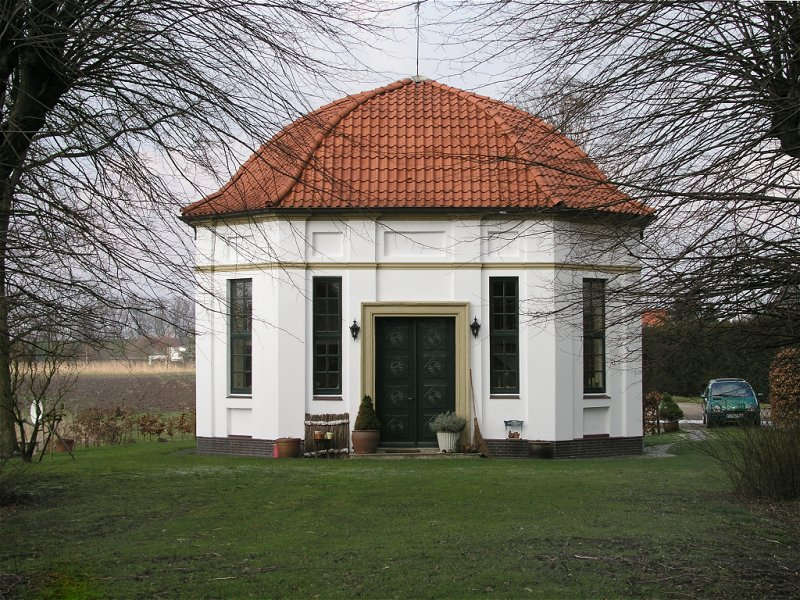
Teehaus des Gutshofs der Grafen von Kielmannsegg in Seestermühe, Schleswig-Holstein

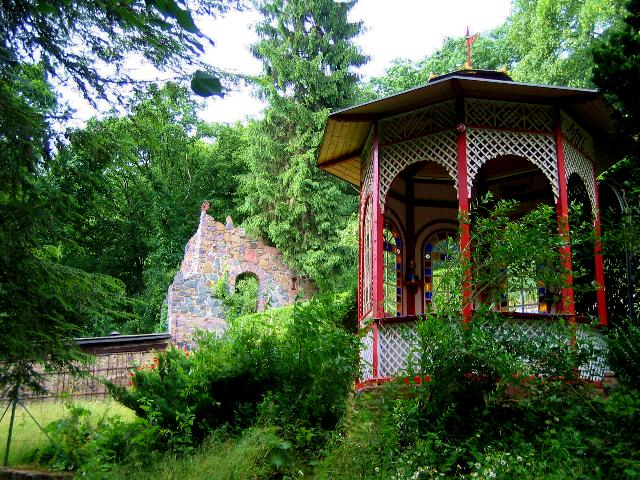
Teehaus der Villa Haas, um 1892 erbaut

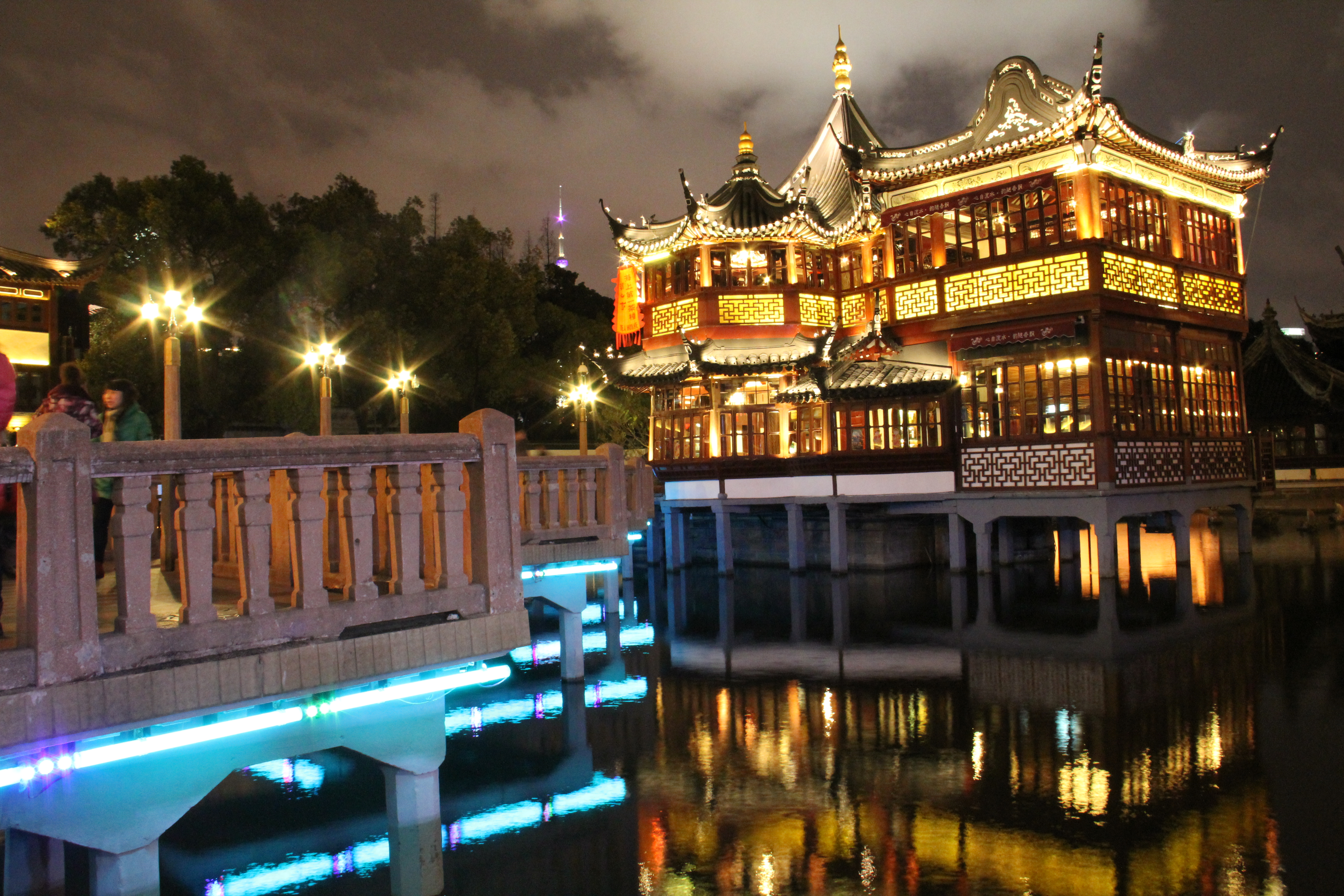
Teehaus im Yu Yuan Garden in Shanghai

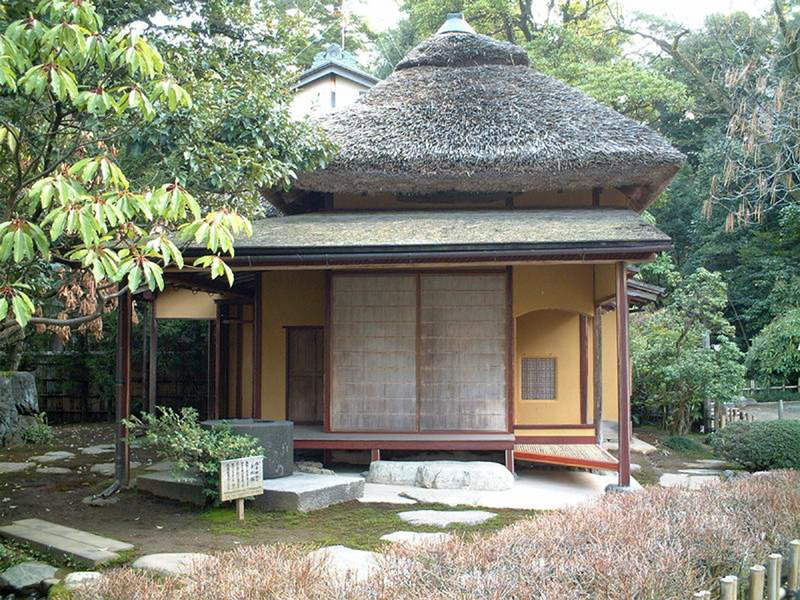
Yugao-tei, traditionelles japanisches Teehaus in Kanazawa

Das Teehaus ist unter anderem ein Gestaltungselement der Landschaftsarchitektur – insbesondere in Japan, in China und im Europa des 18. Jahrhunderts. In der Regel handelt es sich um einen solitären Pavillon.

## Europa
Teehäuser waren Teil der modischen China-Begeisterung des Barock. Herausragende Beispiele sind das Teezimmer in der Pagodenburg des Schlosses Nymphenburg in München, der Teepavillon in Ruppertsberg oder das Chinesische Teehaus im Park Sanssouci in Potsdam. Viele Adelige und reiche Bürger ahmten die grandiosen Vorbilder nach. Weitere bekannte Teehäuser in Deutschland stehen im Weißenburgpark in Stuttgart, in Frankfurt am Main (Kengo Kumas Teehaus) sowie in Darmstadt.
Chinesische und japanische Teehäuser sind im deutschsprachigen Raum häufig Gastgeschenke von Partnerstädten. So importierte Hamburg 2009 aus seiner Partnerstadt Shanghai das Baumaterial für ein Teehaus und stellte es hinter dem Völkerkundemuseum auf.

## Asien
Die Vorbilder, die Teehäuser Asiens, vornehmlich Chinas und Japans, haben eine sehr alte Tradition: 

### China
Politische Einflüsse im 20. Jahrhundert bremsten die Chinesische Teekultur, so dass viele öffentliche Teehäuser schließen mussten. In Taiwan, aber auch in vielen Familien am Festland wurden die Traditionen bewahrt und von Generation zu Generation weitergegeben. Im Gegensatz zu den japanischen Teehäusern sind die chinesischen Teehäuser meist prunkvoll verziert. Chinesische Teehäuser sind ein Ort der Geselligkeit, es sind dort oft auch Zeitungsverkäufer und Schuhputzer vorhanden. Ein besonderes chinesisches Ritual ist Changzuihu Chayi.

### Japan
Hauptartikel: Japanische Teezeremonie#Teehaus
In Japan dienen die bewusst schlicht eingerichteten Teehäuser (茶屋, chaya) der Teezeremonie, einer besonderen Ausdrucksform japanischer Kultur. Das typische japanische Teehaus umgibt ein kleiner japanischer Garten, oft mit einem Wasserbecken. Die einfache, aber dennoch sehr geschmackvolle Gestaltung der japanischen Teehäuser geht auf Sen no Rikyū zurück, der die Lehre des Wabi-Cha, die Ästhetik des Schlichten, Unvollendeten und Unsymmetrischen vertrat. Das Teehaus besteht aus mehreren Zimmern, nämlich dem Vorraum (水屋 Mizuya), wo die Teegeräte aufbewahrt werden, einer Wartehalle (待合 Machiai), in der die Gäste bis auf ihren Einlass in den Teeraum warten, und dem typischen Gartenpfad (露地 Roji), der Teeraum und Machiai verbindet und den Übergang in eine andere Welt symbolisiert. Herzstück des Teeraums ist die Wandnische (床の間 Tokonoma), die ursprünglich aus chinesischen Altären entstanden ist.

### Sonstige

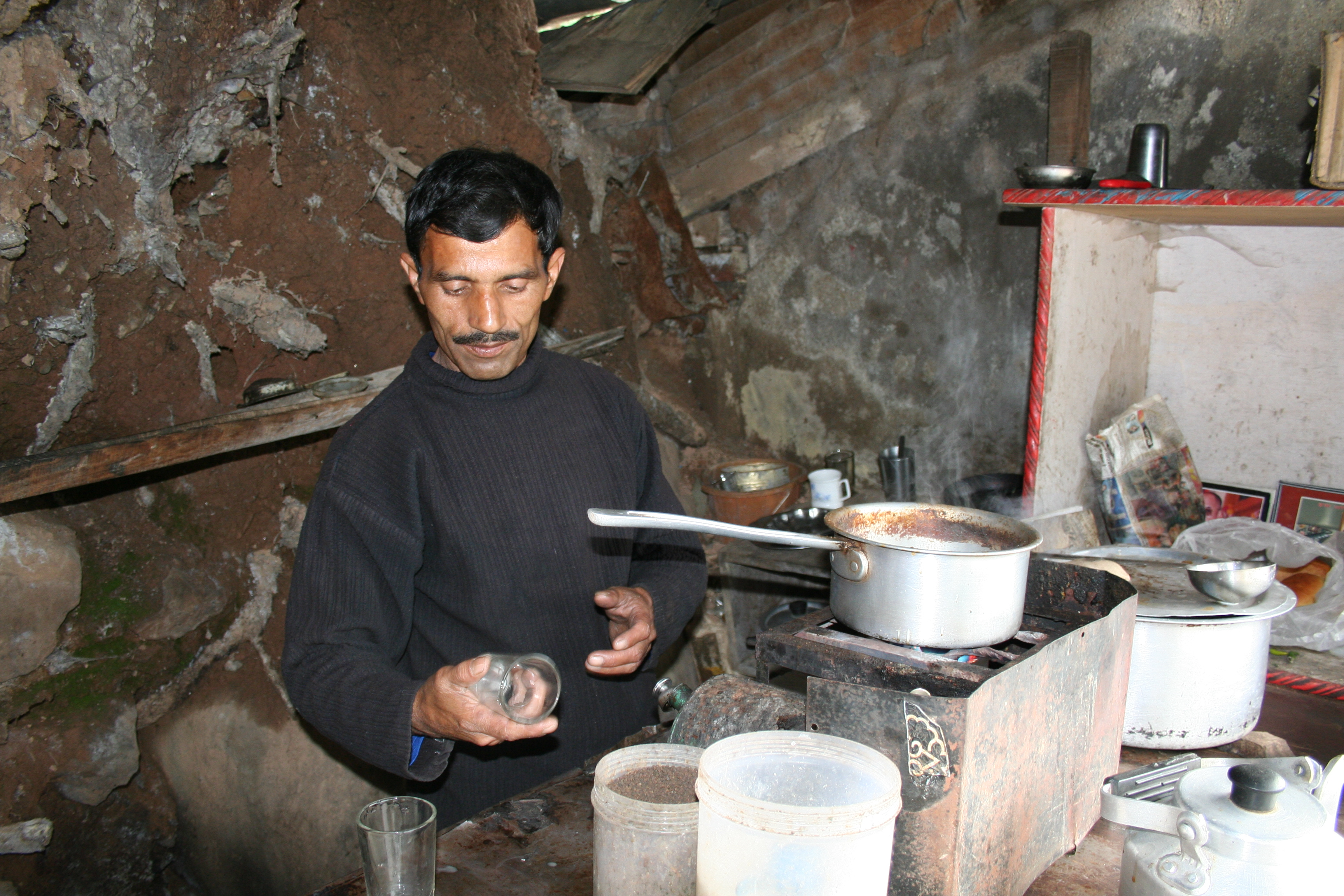
Teehaus in Dharamsala

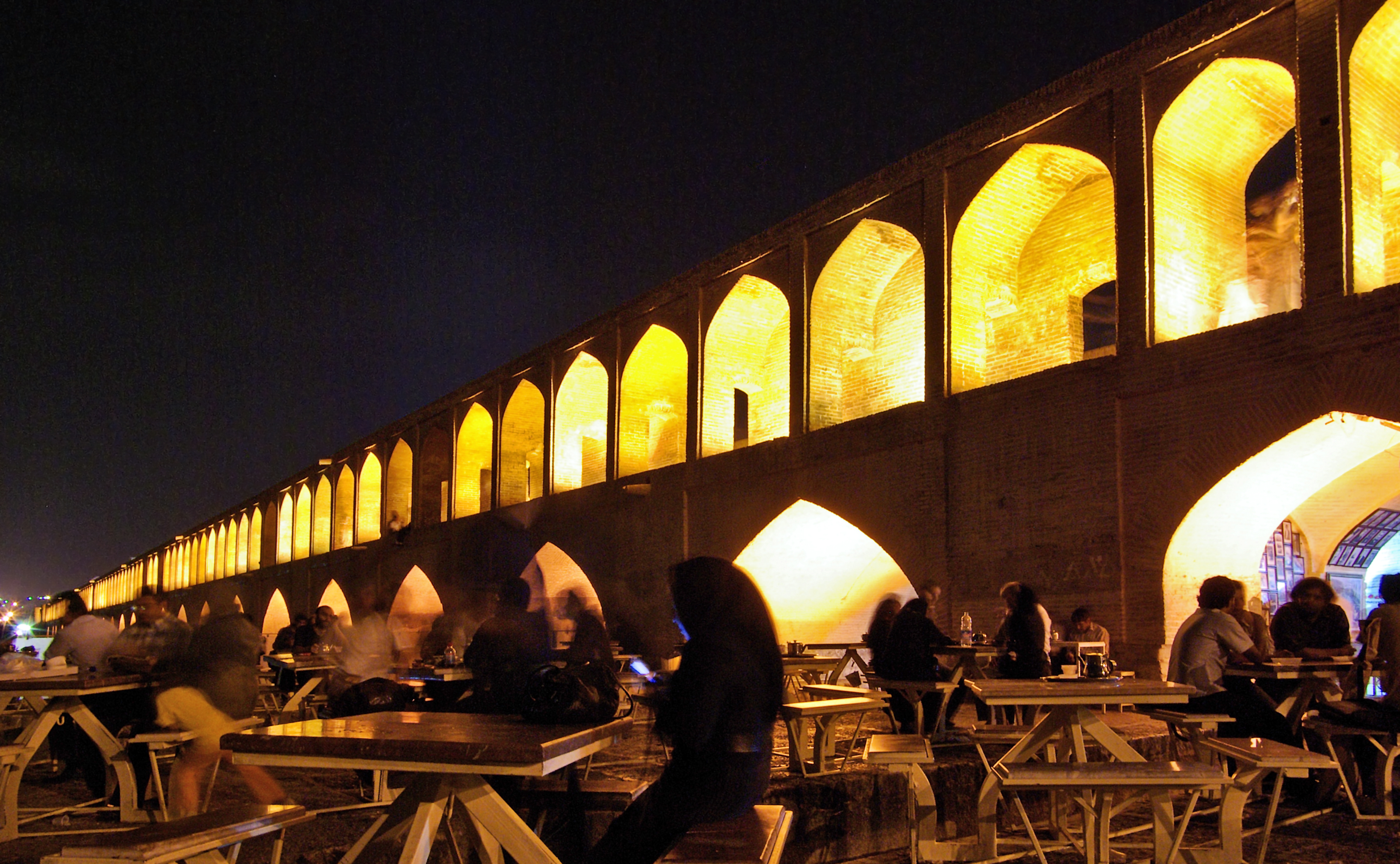
Teehaus in der Brücke Si-o-se Pol
in Isfahan

Auch in Indien, Ost-Aserbaidschan und anderen Ländern gibt es Teehäuser und Teestuben.